# Verwaltungsgemeinschaft Mauern
La comunità amministrativa di Mauern (Verwaltungsgemeinschaft Mauern) si trova nel circondario di Freising in Baviera, Germania.

## Suddivisione
Comprende 4 comuni:
1. Gammelsdorf
2. Hörgertshausen
3. Mauern
4. Wang

Il capoluogo è Mauern.